# Polyschides xavante
Polyschides xavante is een Scaphopodasoort uit de familie van de Gadilidae. De wetenschappelijke naam van de soort is voor het eerst geldig gepubliceerd in 2005 door Caetano & Absalão.